# ASU-57
ASU-57 bylo malé sovětské útočné dělo lehké konstrukce, speciálně určené pro použití sovětskými výsadkovými divizemi. Od roku 1960 bylo postupně nahrazováno novějším ASU-85. Nasazení se dočkalo během šestidenní války, sovětské invaze do Československa nebo války o Ogaden.